# ONEFA 2014
La ONEFA 2014 fue la octogésima cuarta temporada de fútbol americano universitario en México, así como la trigésima sexta administrada por la Organización Nacional Estudiantil de Fútbol Americano (ONEFA). Participaron 18 equipos de las principales universidades del país, con la excepción de las universidades del sistema ITESM y la UDLA, que compiten en la Conferencia Premier CONADEIP. 

## Equipos participantes
| Equipo             | Universidad                               | Campus                   | Conferencia |
| ------------------ | ----------------------------------------- | ------------------------ | ----------- |
| Águilas            | Universidad Autónoma de Chihuahua         | Ciudad de Chihuahua      | 8 Grandes   |
| Águilas Blancas    | Instituto Politécnico Nacional            | Casco de Santo Tomás     | 8 Grandes   |
| Auténticos Tigres  | Universidad Autónoma de Nuevo León        | San Nicolás de los Garza | 8 Grandes   |
| Burros Blancos     | Instituto Politécnico Nacional            | Zacatenco                | 8 Grandes   |
| Centinelas         | Cuerpo de Guardias Presidenciales         | Ciudad de México         | 8 Grandes   |
| Frailes            | Universidad del Tepeyac                   | Lindavista               | 8 Grandes   |
| Linces             | Universidad del Valle de México           | Lomas Verdes             | 8 Grandes   |
| Pumas CU           | Universidad Nacional Autónoma de México   | Ciudad Universitaria     | 8 Grandes   |
| Correcaminos       | Universidad Autónoma de Tamaulipas        | Ciudad Victoria          | Nacional    |
| Correcaminos Norte | Universidad Autónoma de Tamaulipas        | Reynosa                  | Nacional    |
| Halcones           | Universidad Veracruzana                   | Xalapa                   | Nacional    |
| Leones Cancún      | Universidad Anáhuac                       | Cancún                   | Nacional    |
| Lobos              | Universidad Autónoma de Coahuila          | Saltillo                 | Nacional    |
| Potros Salvajes    | Universidad Autónoma del Estado de México | Toluca                   | Nacional    |
| Pumas Acatlán      | Universidad Nacional Autónoma de México   | Acatlán                  | Nacional    |
| Tecos              | Universidad Autónoma de Guadalajara       | Guadalajara              | Nacional    |
| Toros Salvajes     | Universidad Autónoma Chapingo             | Texcoco                  | Nacional    |
| Zorros ITQ         | Instituto Tecnológico de Querétaro        | Santiago de Querétaro    | Nacional    |

## Temporada regular
| Frailes               | 7-30  | Linces UVM             | Perros Negros | 13/09/2014 11:00 |
| Centinelas            | 2-30  | Auténticos Tigres      | Joaquín Amaro | 13/09/2014 12:00 |
| Águilas Blancas       | 7-21  | Águilas UACH           | JOM           | 13/09/2014 12:00 |
| Burros Blancos        | 16-27 | Pumas CU               | JOM           | 14/09/2014 10:00 |
| Pumas Acatlán         | 22-24 | Leones UA-Cancún       | Acatlán       | 05/09/2014 15:00 |
| Toros Salvajes        | 20-21 | Lobos UAdeC            | Palomo Ruiz   | 06/09/2014 15:00 |
| Correcaminos UAT Rey. | 13-15 | Tecos UAG              | Reynosa       | 06/09/2014 16:00 |
| Potros Salvajes       | 90-0  | Zorros ITQ             | JJ PIchardo   | 06/09/2014 17:00 |
| Halcones UV           | 13-0  | Correcaminos UAT VIct. | USBI Xalapa   | 06/09/2014 19:00 |

| Semana 2               | Semana 2  | Semana 2         | Semana 2       | Semana 2         |
| Local                  | Resultado | Visitante        | Estadio        | Fecha            |
| ---------------------- | --------- | ---------------- | -------------- | ---------------- |
| Auténticos Tigres      | 41-6      | Águilas Blancas  | Gaspar Mass    | 19/09/2014 19:00 |
| Frailes                | 14-7      | Centinelas       | Perros Negros  | 20/09/2014 11:00 |
| Pumas CU               | 24-14     | Linces UVM       | Olímpico       | 20/09/2014 12:00 |
| Águilas UACH           | 7-16      | Burros Blancos   | Universitario  | 20/09/2014 18:00 |
| Pumas Acatlán          | 29-0      | Tecos UAG        | Acatlán        | 12/09/2014 15:00 |
| Toros Salvajes         | 7-14      | Leones UA-Cancún | Palomo Ruiz    | 13/09/2014 15:00 |
| Correcaminos UAT VIct. | 30-0      | Zorros ITQ       | Eugenio Alvizo | 13/09/2014 16:00 |
| Correcaminos UAT Rey.  | 13-26     | Lobos UAdeC      | Reynosa        | 13/09/2014 16:00 |
| Halcones UV            | 0-10      | Potros Salvajes  | USBI Xalapa    | 13/09/2014 19:00 |

| Semana 3               | Semana 3  | Semana 3              | Semana 3       | Semana 3         |
| Local                  | Resultado | Visitante             | Estadio        | Fecha            |
| ---------------------- | --------- | --------------------- | -------------- | ---------------- |
| Linces UVM             | 3-10      | Auténticos Tigres     | JOM            | 26/09/2014 19:00 |
| Centinelas             | 0-51      | Pumas CU              | Joaquín Amaro  | 27/09/2014 12:00 |
| Águilas Blancas        | 14-17     | Burros Blancos        | JOM            | 27/09/2014 11:00 |
| Águilas UACH           | 47-0      | Frailes               | Universitario  | 27/09/2014 18:00 |
| Zorros ITQ             | 0-23      | Halcones UV           | Pocito         | 20/09/2014 13:00 |
| Lobos UAdeC            | 27-20     | Pumas Acatlán         | Jorge Castro   | 20/09/2014 15:00 |
| Correcaminos UAT VIct. | 7-12      | Correcaminos UAT Rey. | Eugenio Alvizo | 20/09/2014 16:00 |
| Potros Salvajes        | 27-7      | Toros Salvajes        | JJ PIchardo    | 20/09/2014 17:00 |
| Leones UA-Cancún       | 58-28     | Tecos UAG             | Coliseo Maya   | 20/09/2014 17:00 |

| Semana 4               | Semana 4  | Semana 4          | Semana 4       | Semana 4         |
| Local                  | Resultado | Visitante         | Estadio        | Fecha            |
| ---------------------- | --------- | ----------------- | -------------- | ---------------- |
| Pumas CU               | 38-31     | Auténticos Tigres | Olímpico       | 04/10/2014 12:00 |
| Frailes                | 10-16     | Burros Blancos    | Perros Negros  | 04/10/2014 11:00 |
| Centinelas             | 0-20      | Águilas Blancas   | Joaquín Amaro  | 04/10/2014 12:00 |
| Águilas UACH           | 35-24     | Linces UVM        | Universitario  | 04/10/2014 18:00 |
| Pumas Acatlán          | 28-6      | Toros Salvajes    | Acatlán        | 26/09/2014 15:00 |
| Tecos UAG              | 49-0      | Zorros ITQ        | 23 de Oct.     | 27/09/2014 15:00 |
| Correcaminos UAT VIct. | 0-18      | Leones UA-Cancún  | Eugenio Alvizo | 27/09/2014 16:00 |
| Correcaminos UAT Rey.  | 9-0       | Halcones UV       | Reynosa        | 27/09/2014 16:00 |
| Potros Salvajes        | 28-17     | Lobos UAdeC       | JJ PIchardo    | 27/09/2014 14:00 |

| Semana 5          | Semana 5  | Semana 5               | Semana 5      | Semana 5         |
| Local             | Resultado | Visitante              | Estadio       | Fecha            |
| ----------------- | --------- | ---------------------- | ------------- | ---------------- |
| Auténticos Tigres | 48-0      | Águilas UACH           | Gaspar Mass   | 10/10/2014 19:00 |
| Frailes           | 0-59      | Pumas CU               | Perros Negros | 11/10/2014 11:00 |
| Burros Blancos    | 47-0      | Centinelas             | JOM           | 11/10/2014 11:00 |
| Águilas Blancas   | 12-37     | Linces UVM             | JOM           | 11/10/2014 15:00 |
| Zorros ITQ        | 0-42      | Pumas Acatlán          | Pocito        | 04/10/2014 13:00 |
| Lobos UAdeC       | 38-0      | Correcaminos UAT VIct. | Jorge Castro  | 04/10/2014 15:00 |
| Toros Salvajes    | 13-16     | Correcaminos UAT Rey.  | Palomo Ruiz   | 04/10/2014 15:00 |
| Leones UA-Cancún  | 27-21     | Potros Salvajes        | Coliseo Maya  | 04/10/2014 17:00 |
| Halcones UV       | 7-10      | Tecos UAG              | USBI Xalapa   | 04/10/2014 19:00 |

| Semana 6         | Semana 6  | Semana 6               | Semana 6     | Semana 6         |
| Local            | Resultado | Visitante              | Estadio      | Fecha            |
| ---------------- | --------- | ---------------------- | ------------ | ---------------- |
| Linces UVM       | 37-0      | Centinelas             | JOM          | 17/10/2014 19:00 |
| Pumas CU         | 52-7      | Águilas UACH           | Olímpico     | 18/10/2014 12:00 |
| Burros Blancos   | 12-28     | Auténticos Tigres      | JOM          | 18/10/2014 11:00 |
| Águilas Blancas  | 10-7      | Frailes                | JOM          | 18/10/2014 15:00 |
| Pumas Acatlán    | 27-0      | Potros Salvajes        | Acatlán      | 10/10/2014 15:00 |
| Toros Salvajes   | 26-6      | Zorros ITQ             | Palomo Ruiz  | 11/10/2014 15:00 |
| Tecos UAG        | 46-10     | Correcaminos UAT VIct. | 23 de Oct.   | 11/10/2014 15:00 |
| Lobos UAdeC      | 68-3      | Halcones UV            | Jorge Castro | 11/10/2014 15:00 |
| Leones UA-Cancún | 27-9      | Correcaminos UAT Rey.  | Coliseo Maya | 11/10/2014 17:00 |

| Semana 7               | Semana 7   | Semana 7        | Semana 7       | Semana 7         |
| Local                  | Resultado  | Visitante       | Estadio        | Fecha            |
| ---------------------- | ---------- | --------------- | -------------- | ---------------- |
| Auténticos Tigres      | 92-0       | Frailes         | Gaspar Mass    | 18/10/2014 19:00 |
| Pumas CU               | 1-0 (D)    | Águilas Blancas | Olímpico       | 19/10/2014 12:00 |
| Burros Blancos         | 12-20      | Linces UVM      | JOM            | 19/10/2014 11:00 |
| Águilas UACH           | 38-0       | Centinelas      | Universitario  | 19/10/2014 18:00 |
| Lobos UAdeC            | 55-7       | Tecos UAG       | Jorge Castro   | 18/10/2014 15:00 |
| Correcaminos UAT VIct. | 10-19      | Toros Salvajes  | Eugenio Alvizo | 18/10/2014 16:00 |
| Correcaminos UAT Rey.  | 13-10 (TE) | Potros Salvajes | Reynosa        | 18/10/2014 16:00 |
| Leones UA-Cancún       | 57-3       | Zorros ITQ      | Coliseo Maya   | 18/10/2014 17:00 |
| Halcones UV            | 6-7        | Pumas Acatlán   | USBI Xalapa    | 18/10/2014 19:00 |

| Semana 8         | Semana 8  | Semana 8               | Semana 8     | Semana 8         |
| Local            | Resultado | Visitante              | Estadio      | Fecha            |
| ---------------- | --------- | ---------------------- | ------------ | ---------------- |
| Pumas Acatlán    | 20-14     | Correcaminos UAT VIct. | Acatlán      | 24/10/2014 15:00 |
| Zorros ITQ       | 0-56      | Correcaminos UAT Rey.  | Pocito       | 25/10/2014 13:00 |
| Toros Salvajes   | 7-10      | Halcones UV            | Palomo Ruiz  | 25/10/2014 15:00 |
| Leones UA-Cancún | 20-40     | Lobos UAdeC            | Coliseo Maya | 25/10/2014 17:00 |
| Potros Salvajes  | 48-9      | Tecos UAG              | JJ PIchardo  | 25/10/2014 17:00 |

| Semana 9              | Semana 9  | Semana 9               | Semana 9    | Semana 9         |
| Local                 | Resultado | Visitante              | Estadio     | Fecha            |
| --------------------- | --------- | ---------------------- | ----------- | ---------------- |
| Zorros ITQ            | 0-47      | Lobos UAdeC            | Pocito      | 01/11/2014 13:00 |
| Tecos UAG             | 16-10     | Toros Salvajes         | 23 de Oct.  | 01/11/2014 15:00 |
| Correcaminos UAT Rey. | 24-21     | Pumas Acatlán          | Reynosa     | 01/11/2014 16:00 |
| Potros Salvajes       | 56-3      | Correcaminos UAT VIct. | JJ PIchardo | 01/11/2014 17:00 |
| Halcones UV           | 8-28      | Leones UA-Cancún       | USBI Xalapa | 01/11/2014 19:00 |

### Standings
| Conferencia de los 8 Grandes | Conferencia de los 8 Grandes | Conferencia de los 8 Grandes |
| Equipo                       | Record                       | Cociente                     |
| ---------------------------- | ---------------------------- | ---------------------------- |
| (1) Pumas CU                 | 7-0                          | 1.000                        |
| (2) Auténticos Tigres        | 6-1                          | 0.857                        |
| (3) Linces UVM México        | 4-3                          | 0.571                        |
| (4) Burros Blancos           | 4-3                          | 0.571                        |
| Águilas UACH                 | 4-3                          | 0.571                        |
| Águilas Blancas              | 2-5                          | 0.285                        |
| Frailes                      | 1-6                          | 0.166                        |
| Centinelas                   | 0-7                          | 0.000                        |

| Conferencia Nacional     | Conferencia Nacional | Conferencia Nacional |
| Equipo                   | Record               | Cociente             |
| ------------------------ | -------------------- | -------------------- |
| (1) Lobos UAdeC          | 8-1                  | 0.888                |
| (2) Leones UA-Cancún     | 8-1                  | 0.888                |
| (3) Correcaminos Reynosa | 6-3                  | 0.666                |
| (4) Pumas Acatlán        | 6-3                  | 0.666                |
| Potros Salvajes          | 6-3                  | 0.666                |
| Tecos UAG                | 5-4                  | 0.555                |
| Halcones UV              | 3-6                  | 0.333                |
| Toros Salvajes           | 2-7                  | 0.222                |
| Correcaminos Victoria    | 1-8                  | 0.111                |
| Zorros ITQ               | 0-9                  | 0.000                |

     Clasificado a Postemporada
(n) Ranking final

## Postemporada

### Conferencia de los 8 Grandes
|  | Semifinales                           | Semifinales       |    |  | Final                     | Final |  |
|  |                                       |                   |    |  |                           |       |  |
|  | Gaspar Mass 31/10/2014 19:00          |                   |    |  |                           |       |  |
|  | Auténticos Tigres                     | 30                |    |  |                           |       |  |
|  | Linces UVM                            | 0                 |    |  |                           |       |  |
|  |                                       |                   |    |  |                           |       |  |
|  |                                       |                   |    |  | Olímpico 08/11/2014 10:00 |       |  |
|  |                                       |                   |    |  | Pumas CU                  | 21    |  |
|  |                                       | Auténticos Tigres | 14 |  |                           |       |  |
|  |                                       |                   |    |  |                           |       |  |
|  |                                       |                   |    |  |                           |       |  |
|  |                                       |                   |    |  |                           |       |  |
|  | Universitario (UACH) 01/11/2014 16:00 |                   |    |  |                           |       |  |
|  | Pumas CU                              | 34                |    |  |                           |       |  |
|  | Burros Blancos                        | 10                |    |  |                           |       |  |

### Conferencia Nacional
|  | Semifinales                   | Semifinales      |    |  | Final                         | Final |  |
|  |                               |                  |    |  |                               |       |  |
|  | Jorge Castro 08/11/2014 15:00 |                  |    |  |                               |       |  |
|  | Lobos UAdeC                   | 21               |    |  |                               |       |  |
|  | Pumas Acatlán                 | 6                |    |  |                               |       |  |
|  |                               |                  |    |  |                               |       |  |
|  |                               |                  |    |  | Jorge Castro 15/11/2014 15:00 |       |  |
|  |                               |                  |    |  | Lobos UAdeC                   | 29    |  |
|  |                               | Leones UA-Cancún | 22 |  |                               |       |  |
|  |                               |                  |    |  |                               |       |  |
|  |                               |                  |    |  |                               |       |  |
|  |                               |                  |    |  |                               |       |  |
|  | Coliseo Maya 08/11/2014 17:00 |                  |    |  |                               |       |  |
|  | Leones UA-Cancun              | 24               |    |  |                               |       |  |
|  | Correcaminos UAT Rey.         | 7                |    |  |                               |       |  |

### Campeonato ONEFA
| Casco           |        |               |
| Brazo izquierdo | Cuerpo | Brazo derecho |
| Pantalones      |        |               |
| Medias          |        |               |
| UANL            |        |               |

| 8 de noviembre de 2014, 13:00 Estadio Olímpico Universitario — 30,000 espectadores                                                       |    |    |    |    |
| \| Equipo \| 1C \| 2C \| 3C \| 4C \| \| ------ \| -- \| -- \| -- \| -- \| \| UANL \| 0 \| 0 \| 0 \| 14 \| \| UNAM \| 7 \| 7 \| 7 \| 0 \| |    |    |    |    |
| Equipo | 1C | 2C | 3C | 4C |
| UANL | 0  | 0  | 0  | 14 |
| UNAM | 7  | 7  | 7  | 0  |

| Equipo | 1C | 2C | 3C | 4C |
| ------ | -- | -- | -- | -- |
| UANL   | 0  | 0  | 0  | 14 |
| UNAM   | 7  | 7  | 7  | 0  |

| Casco           |        |               |
| Brazo izquierdo | Cuerpo | Brazo derecho |
| Pantalones      |        |               |
| Medias          |        |               |
| UNAM            |        |               |